# サイラス・スコフィールド

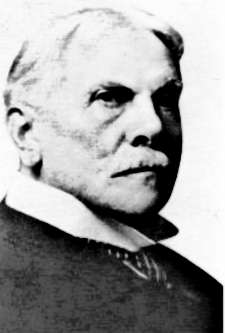
サイラス・インガスン・スコフィールド

サイラス・インガスン・スコフィールド（Cyrus Ingerson Scofield、1843年8月19日 - 1921年7月24日）はアメリカ会衆派の牧師、The Scofield Bibleの編者。弁護士、カンザス州議員、カンザス州検事。

## 生涯
- 1879年 献身して伝道者に転身
- 1895年 ドワイト・ライマン・ムーディーの要請によって、マサチューセッツのノースフィールドの牧師、ノースフィールド聖書訓練学校校長を務める。その後、ダラスの会衆派の教会の牧師になり、修養会運動(Bible Conference)とCentral American Missionで海外宣教の働きに携わった。
- 1909年 ディスペンセーション主義の聖書解釈法を取り入れた引照、略注をつけたThe Scofield Bibleを出版。ディスペンセーション主義の普及に貢献した。

## 著書
- Rightly Dividing the Word of Truth